# Федорченко, Иван Михайлович
Иван Михайлович Федорченко (18 (31) октября 1909, Таганрог — 27 декабря 1997) — украинский советский учёный в области металлургии. Педагог, профессор, доктор технических наук, член-корреспондент АН УССР (с 1957). Академик НАН Украины. Лауреат Государственной премии УССР. Один из создателей порошковой металлургии в СССР.

## Биография
После окончания Таганрогского механико-металлургического техникума, до 1930 обучался в Каменском металлургическом институте (ныне Днепродзержинский государственный технический университет). Затем работал инженером на металлургических заводах Днепродзержинска и Таганрога.
С 1935 — на научной работе. В 1935—1952 — научный сотрудник Научно-исследовательского института Министерства сельскохозяйственного машиностроения (Москва).
В 1952—1957 — заместитель директора Института металлокерамики и специальных сплавов АН УССР.
С 1957 — главный учёный секретарь президиума АН УССР. В 1959 защитил докторскую диссертацию.

## Научная деятельность
Основные труды И. Федорченко посвящены порошковой металлургии, изучению свойств специальных сталей, вопросам термической обработки сталей и др. Осуществил разработку ряда новых марок сталей и теоретических основ их термической обработки. С 1943 работал в области теории порошковой металлургии и практической разработки специальных порошковых материалов.
Основал научную школу. Среди учеников И. Федорченко — 10 докторов и 50 кандидатов наук.

## Избранная библиография
Автор 9 монографий и более 600 научных статей.
- К вопросу о межкристаллическом веществе и строении границ зерен в металлах / «Журнал технической физики», 1951, № 21, вып. 2;
- Факторы, нарушающие нормальный ход усадки при спекании металлических порошков / «Журнал технической физики», 1956, т. 26, вып. 9;
- Теплоты активации процесса поверхностной самодиффузии металлов / «Известия АН СССР. Отделение технических наук», 1952, № 4;
- Закономерности процесса усадки металлокерамических брикетов при спекании / «Известия АН СССР. Отделение технических наук», 1953, № 3;
- Основы порошковой металлургии, 1963;
- Современные фрикционные материалы, 1975 (в соавт.);
- Исследование материалов для тормозных и передаточных устройств, 1976 (в соавт.);
- Свойства порошков металлов, тугоплавких соединений и спеченных материалов: Информационный справочник, 1978;
- Композиционные спеченные антифрикционные материалы 1980 (в соавт.);
- Диффузионное насыщение и покрытия на металлах , 1983 и др.

## Награды и премии
- Орден Трудового Красного Знамени (дважды)
- Орден «Знак Почёта» (дважды)
- Орден Октябрьской Революции
- Государственная премия УССР в области науки и техники
- Премия имени Патона
- премия имени  П. Г. Соболевского